# Cobourghalvön
Cobourghalvön är en halvö i Northern Territory, Australien, nordväst om Arnhem Land. Cobourghalvön består av ett lågt och lätt böljande platåland. Halvön ingår i Garig Gunak Barlu National Park.